# Pseudopanurgus leucopterus
Pseudopanurgus leucopterus är en biart som först beskrevs av Cockerell 1923.  Pseudopanurgus leucopterus ingår i släktet Pseudopanurgus och familjen grävbin. Inga underarter finns listade i Catalogue of Life.